# Nukekubi

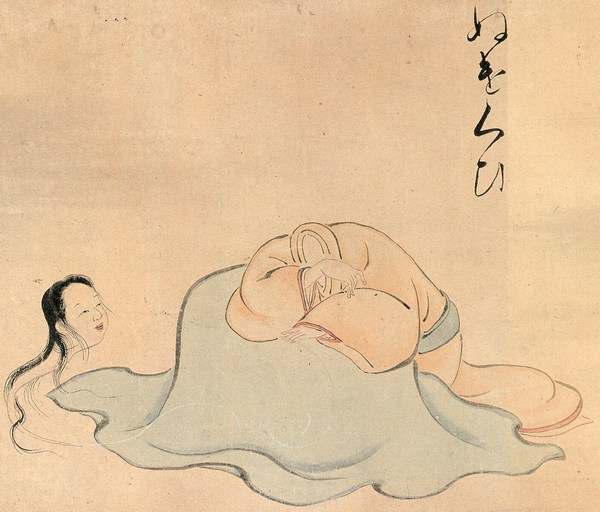
Nukekubi in un’illustrazione del periodo Edo

Nel folklore giapponese il nukekubi (letteralmente: “collo staccabile”) appartiene alla categoria degli yōkai: è un demone che di giorno assomiglia in tutto ad un essere umano mentre di notte la sua testa si stacca dal collo per volare in cerca di prede.
I nukekubi attaccano urlando (per aumentare la paura delle loro vittime) e mordendo sino ad uccidere. Qualora però la testa, una volta distaccata dal corpo, non riuscisse più a ricongiungersi a questo, prima che il sole sorga, il mostro è destinato a morire.
Diverse leggende narrano di coraggiosi protagonisti che riuscirono a sventare gli attacchi di queste creature nascondendo i loro corpi mentre la testa era assente. Una simile caratteristica, relativa alla vulnerabilità del nukekubi, ricorda molto da vicino la figura del vampiro occidentale.
I nukekubi cercano di amalgamarsi alla società umana, vivendo spesso in gruppi che assomigliano a normali famiglie. L'unico modo per distinguerli è una curiosa linea di segni rossi intorno alla base del collo, laddove avviene il distacco della testa. Questo particolare, però, non era facile da individuare, dal momento che poteva essere nascosto sotto gli abiti o i gioielli.
In uno dei racconti di Lafcadio Hearn, contenuto nella raccolta Kwaidan: Stories and Studies of Strange Things, l'autore identifica erroneamente il nukekubi con il rokurokubi, un errore che compare anche nel librogame Sword of the Samurai di Steve Jackson, e nel romanzo di Stephen Dedman, The Art of Arrow cutting.

I rokurokubi, infatti, sono creature simili ma generalmente non malvagie: la loro testa invece di staccarsi rimane fissata al collo che ha il potere di allungarsi a dismisura durante la notte.
I nukekubi appaiono, tra l'altro, nel fumetto Hellboy, in una storia del 1998 dal titolo Heads, presente nell'antologia: La Mano Destra del Destino. Hellboy.
Un gruppo di sette nukekubi è anche nel film d'animazione di Hellboy: Sword of Storms (2006), parzialmente adattato dalla storia a fumetti. Nel videogioco arcade Sengoku è presente un nukekubi tra i nemici comuni.